# بیلی کنز
بیلی کنز (انگلیسی: Billy Cairns; ۷ اکتبر ۱۹۱۴ – ۱۹۸۸ (۷۳−۷۴ سال)) بازیکن فوتبال اهل بریتانیا بود.
از باشگاه‌هایی که در آن بازی کرده‌است می‌توان به باشگاه فوتبال نیوکاسل یونایتد، باشگاه فوتبال گریمزبی تاون، و باشگاه فوتبال گیتزهد اشاره کرد.